# Kunges
Kunges je řeka v autonomní oblasti Sin-ťiang na západě Číny. Je přibližně 220 km dlouhá.

## Průběh toku
Pramení ve sněhu a ledovcích na jižním svahu masivu Iren-Chabyrga ve Východním Ťan-šanu. Protéká převážně v široké mezihorské Kungeské kotlině. Po soutoku s řekou Tekes vytváří řeku Ili. Nedaleko tohoto soutoku napájí rozsáhlé bažiny a slaniska.

## Vodní režim
Vyšších vodních stavů dosahuje v létě.

## Využití
Využívá se k zavlažování.